# Florencio Fernández
Florencio Roque Fernández (1935 – 1968) là kẻ giết người hàng loạt người Argentina đã ra tay sát hại khoảng 15 phụ nữ tại quê nhà ở Monteros, tỉnh Tucuman vào thập niên 1950. Hắn được mọi người biết đến qua cái tên Ma cà rồng Argentina và Ma cà rồng cửa sổ ám chỉ đến phương thức hoạt động của tên sát nhân này. Tuy nhiên, sự tồn tại thực sự của hắn bị một số nguồn tin của Argentina tranh cãi cho đó chỉ là một truyền thuyết thành thị.

## Thân thế
Florencio Fernández bị bệnh tâm thần, mắc chứng hoang tưởng và ảo giác khiến hắn ta tin chắc rằng mình chính là ma cà rồng (có lẽ do vốn bị tâm thần phân liệt từ lâu), ngoài ra còn bị ám ảnh tình dục từ giọt máu. Hồi còn nhỏ, Fernández đã bắt đầu sinh sống trên đường phố vì bị gia đình bỏ rơi. Vào thời điểm bị bắt, tên sát nhân này đang trú ẩn trong một hang động liền kề với cộng đồng, mắc chứng sợ ánh sáng.

## Cách thức phạm tội
Fernández chuyên môn theo dõi nạn nhân trong nhiều ngày, đảm bảo chắc rằng họ ở nhà một mình, và lợi dụng những đêm mùa xuân hoặc mùa hè nóng nực, khi người dân mở cửa sổ trong đêm, hắn sẽ nhân cơ hội này mà lẻn vào trong nhà mà hành sự.
Đợi khi nạn nhân đang ngủ say, Fernández bèn ra tay hạ thủ. Sau đó hắn sẽ cắn vào cổ nạn nhân, đôi khi cắn sâu làm rạch tận khí quản và động mạch cảnh; điều này phản ánh tin đồn rằng tên sát nhân này đã uống máu các nạn nhân. Cuối cùng hắn ta sẽ để mặc nạn nhân chảy máu đến chết, nếu họ chưa chết.

## Bắt giữ, tống giam và cái chết
Fernández bị bắt vào ngày 14 tháng 2 năm 1960 ở tuổi 25; báo chí mô tả cuộc điều tra của cảnh sát trông "đẹp như tranh vẽ", vì diễn ra trong hang động là nơi hung thủ sinh sống. Fernández đã không chống cự vụ bắt giữ cho đến khi cảnh sát dẫn hắn ta ra khỏi hang và đi ra ngoài ánh sáng mặt trời.
Tòa tuyên bố thủ phạm bị mất trí và buộc phải giam giữ trong một trại tâm thần mà vài năm sau hắn chết vì những nguyên nhân tự nhiên.